# Кажари
Кажари (порт. Cajari) — муниципалитет в Бразилии, входит в штат Мараньян. Составная часть мезорегиона Север штата Мараньян. Входит в экономико-статистический микрорегион Байшада-Мараньенси. Население составляет 18 338 человек на 2010 год. Занимает площадь 662,066 км². Плотность населения — 27,70 чел./км².

## Демография
Согласно сведениям, собранным в ходе переписи 2010 г. Национальным институтом географии и статистики (IBGE), население муниципалитета составляет:
| Полное население                               | Полное население                               | Полное население                               | Полное население                               | 18 338 |
| ---------------------------------------------- | ---------------------------------------------- | ---------------------------------------------- | ---------------------------------------------- | ------ |
| в том числе:                                   | Городское население                            | 4284                                           | Процент городского населения, %                | 23,36  |
|                                                | Сельское население                             | 14 054                                         | Процент сельского населения, %                 | 76,64  |
|                                                | Мужское население                              | 9509                                           | Процент мужского населения, %                  | 51,85  |
|                                                | Женское население                              | 8829                                           | Процент женского населения, %                  | 48,15  |
| Плотность населения, чел/км²                   | Плотность населения, чел/км²                   | Плотность населения, чел/км²                   | Плотность населения, чел/км²                   | 27,70  |
| Население муниципалитета в % к населению штата | Население муниципалитета в % к населению штата | Население муниципалитета в % к населению штата | Население муниципалитета в % к населению штата | 0,28   |

По данным оценки 2016 года, население муниципалитета составляет 18 943 жителя.

## История
Город основан 15 ноября 1948 года. 

## Статистика
- Валовой внутренний продукт на 2003 год составляет 17 585 973,00 реалов (данные: Бразильский институт географии и статистики).
- Валовой внутренний продукт на душу населения на 2003 год составляет 1422,93 реала (данные: Бразильский институт географии и статистики).
- Индекс развития человеческого потенциала на 2000 год составляет 0,589 (данные: Программа развития ООН).